# Oleg Boriszovics Vidov
Oleg Boriszovics Vidov (orosz nyelven: Олег Борисович Видов; Filimonki, Moszkvai terület, 1943. június 11. – Westlake Village, Kalifornia, USA 2017. május 15.) orosz színész, forgatókönyvíró, rendező és producer. Az 1960-as évek elején kezdett filmezni. Előnyös megjelenésének és természetes játékstílusának köszönhetően néhány éven belül a Szovjetunió egyik legnépszerűbb színészévé vált, 1974-ben Érdemes Művész kitüntetést (Заслуженный артист РСФСР) kapott. Mai témájú alkotásokban éppúgy szerepelt, mint mesefilmekben, háborús produkciókban, kalandtörténetekben vagy éppen akciófilmekben, de a drámai műfaj sem idegen tőle. Az 1970-es években Magyarországon is a legkedveltebb szovjet művészek közé tartozott, főleg a fiatalok körében. Külföldre is meghívták filmezni. Az 1980-as évek végén az Egyesült Államokba költözött. Legnépszerűbb filmjei: Mese Szaltán cárról (1966), A fej nélküli lovas (1972), Szerelmem, Moszkva (1974).

## Pályafutása

### A kezdetek

Gvidon herceg szerepében a Mese Szaltán cárról című filmben

A kis orosz faluban született Oleg Vidov iskolái elvégzése után elektrotechnikusként kezdett dolgozni, részt vett az osztankinói tévétorony építésében is. 1960-ban jelentkezett az Össz-szövetségi Állami Filmfőiskolára (VGIK), ahol Jurij Pobedonoszcev és Jakov Szegel voltak a tanárai. Alekszandr Naumovics Mitta Barátom, Kolka (1961) című filmjében kapott először egy kicsiny szerepet, nevét fel sem tüntették a stáblistán. Játszott Marlen Hucijev Mi, húszévesek (1964) című hányatott sorsú remekében, mely még a szovjet főtitkár, Nyikita Szergejevics Hruscsov nemtetszését is kivívta. A mű csak Hruscsov bukása után, 40 perccel megrövidítve és új címmel (az eredeti cím: Iljics őrcsapata) kerülhetett a mozikba. A főszerepeket olyan színészek játszották, mint Valentyin Popov, Nyikolaj Gubenko, Sztanyiszlav Ljubsin és Szvetlana Szvetlicsnaja. Epizódszerepekben tűntek fel olyan, később világhírűvé lett rendezők, mint Andrej Tarkovszkij és Andrej Mihalkov-Koncsalovszkij, illetve Jevgenyij Jevtusenko, Bulat Okudzsava, Robert Rozsgyesztvenszkij és Andrej Voznyeszenszkij költők. Vidov számára azonban nem Hucijev filmje, hanem Alekszandr Ptusko ma már klasszikusnak számító alkotása, a Puskin-mese alapján készült Mese Szaltán cárról (1966) hozta meg az ismertséget. Ő játszotta a nemes lelkű Gvidon herceget, akinek a sorsa – ahogy a mesékben szokásos – végül jóra fordul, akárcsak édesanyjáé, akinek rút ármánykodók (a szakács- és takácsasszony, s Babariha napamasszony) akarták tönkretenni a boldogságát, melyet a jóságos Szaltán cár feleségeként élvezett.

## A szovjet filmsztár

Morris Gerald szerepében A fej nélküli lovas című filmben

Dán–svéd–izlandi koprodukcióban készült Gabriel Axel A vörös palást (1967) című filmje egy viking monda alapján. Hagbard és Signe tragikus szerelmi történetének férfi főszerepére a dán rendező Oleg Vidovot szerződtette. Kedvesét Gitte Hænning alakította, de fontos szerepet játszott a Bergman-filmekből ismert Eva Dahlbeck és Gunnar Björnstrand is. A vörös palást Dánia versenyfilmje volt az 1967-es cannes-i filmfesztiválon, ahol elnyerte a legjobb technikai megvalósításért járó díjat, ám nemzetközi forgalmazásban nem lett sikeres. Ennek alighanem az volt az oka, hogy a nagyközönség – a cselekmény viking eredete alapján – valamiféle csatajelenetekkel teli, mozgalmas kalandfilmet várt, helyette pedig egy Rómeó és Júlia-szerű történetet kapott. A mű pikantériája, hogy Oleg Vidov két jelenetben meztelenül is látható volt, ami az 1960-as években egy közismert szovjet színész esetében egyáltalán nem volt mindennapos dolog. A vörös palástnál is nagyobb szabású szuperprodukció volt Veljko Bulajić alkotása, a második világháború egyik sorsdöntő ütközetéről szóló A neretvai csata (1969), melyben a Nikolát alakító Vidov olyan nyugati sztárokkal játszott együtt, mint Yul Brynner, Curd Jürgens, Franco Nero, Sylva Koscina, Orson Welles és Hardy Krüger. (Bulajic opusza előtt Vidov már két jugoszláv filmdrámában is szerepelt.) Az ismert jugoszláv színészek közül Milena Dravic és Ljubisa Samardzic kapott fontos szerepet. Ivan Martikot Szergej Bondarcsuk alakította, aki meghívta fiatal partnerét a szovjet–olasz koprodukcióban készült Waterloo (1970) egyik szerepére, akárcsak híres kollégáját, Orson Wellest. További sztárok: Rod Steiger, Christopher Plummer és Jack Hawkins. Dino De Laurentiis producer állítólag először Federico Fellininek ajánlotta fel a rendezést, ám miután a Mester nem vállalta a fáradságos munkát, De Laurentiis Bondarcsukot választotta, akinek a Háború és béke című monumentális filmadaptációja nemzetközi siker volt, Oscar-díjat is kapott.
1972-ben Vidov két népszerű ifjúsági kalandfilmben szerepelt. A Tecumseh egyike a Gojko Mitic nevével fémjelzett keletnémet indiánfilmeknek: Oleg Vidov csak kis szerepet játszott benne. A másik filmnek, A fej nélküli lovasnak viszont ő volt a főszereplője. Vlagyimir Vajnstok alkotása Thomas Mayne Reid egyik regénye alapján készült, javarészt Kubában. A női főszerepet a korszak legnagyobb szovjet csillagainak egyike, Ludmila Szaveljeva alakította. A történet középpontjában a fiatal prémvadász (Vidov) és a gazdag birtokos lánya (Szaveljeva) között fellobbant szerelem áll, melynek természetesen egyesek szeretnének örökre véget vetni, ezért az ifjút gyilkosság gyanújába keverik. Vidov legelső filmjének rendezője, Alekszandr Mitta készítette a Szerelmem, Moszkva (1974) című drámát szovjet–japán koprodukcióban. Vologya, az orosz szobrász és Juriko, a sugárfertőzött japán táncosnő tragikus szerelmi történetében Komaki Kurihara játszotta a női főszerepet. Vidov ezt követő szovjet filmjei Magyarországra vagy nem jutottak el, vagy az évek folyamán feledésbe merültek. Említésre méltó a Transzszibériai expressz (1977), ami a nyugati akciófilmek stílusának szovjetunióbeli meghonosítására tett első jelentősebb kísérlet volt. A cselekmény az oroszországi polgárháború idején játszódik a címbéli vasútvonalon, ahol külföldi kémek törnek egy japán üzletember életére, ám a derék csekisták megvédik őt, hogy megkezdhesse üzleti tárgyalásait a szovjet állammal. A Gyemidovok (1983) című látványos történelmi film cselekménye I. Péter cár uralkodása idején játszódik, és lényegében Oroszország iparosításának hőskorát idézi fel. Vidov mindkét filmben csupán epizódszerepet játszott.

## Egy orosz színész Amerikában
Az 1980-as évek folyamán Vidov az Egyesült Államokba költözött, ahol feleségül vette Joan Borsten producert. Ismeretségük addigra már több mint egy évtizedes volt: mindketten producerei voltak a Maugli-sztori 1973-as szovjet rajzfilmváltozatának. Együtt alapították az FBJ (Films by Jove) céget. Vidov első amerikai filmjét, a Vörös zsarut (1988) részben Moszkvában és Budapesten forgatták. Oleg alakította az Arnold Schwarzenegger által megformált címszereplő legjobb barátját, a szintén rendőr Jurijt, aki mindjárt a történet elején az elvetemült kábítószer-kereskedő áldozata lesz. Már bemutató előtt nagy figyelmet kapott a bulvársajtóban a Vad orchideák (1989) című erotikus film. Először arról szóltak a hírek, hogy az egyik női főszereplő, Jacqueline Bisset határozottan visszautasította bizonyos jelenetek eljátszását. Később a két főszereplő, Mickey Rourke és Carré Otis szerelmi jelenetéről jelentek meg – állítólag illegális forrásból – különböző felvételek olyan híresztelések kíséretében, hogy a kamera valódi szeretkezést örökített meg közöttük. Zalman King rendezése mind vizuális stílusával, mind álkomoly hangvételével a Just Jaeckin-féle erotikus produkciók világát idézte – hollywoodias profi kivitelben. Vidov a filmben Ottót, a kissé rideg és szótlan férfit játszotta, érzéki feleségét Assumpta Serna alakította. 1992-ben a Vidov házaspár cége 547 klasszikus szovjet animációs film jogait szerezte meg, melyeket 15 évvel később az egyik leggazdagabb orosz üzletember, Aliser Uszmanov vásárolt vissza. Az 1990-es években, sőt az új évezredben sem szakadt meg Vidov színészi pályafutása. Több sikeres, Magyarországon is vetített filmben, illetve tévésorozatban szerepelt, ám ezek egyike sem volt különösebben jelentős állomás a karrierjében.

## Ismertebb filmjei
- 2008 Player 5150
- 2007 Say It in Russian
- 2005–2006 Alias (tévésorozat, az S.O.S.  és a Bob című epizódokban)
- 2005 Az elnök emberei (The West Wing) (tévésorozat, a The Wake Up Call című epizódban)
- 2002 Monkey Love
- 2000 Tizenhárom nap – Az idegháború (Thirteen Days)
- 2000 A Christmas Tree and a Wedding
- 1999 Halálosztó 2 – A gonosz sosem hal meg / Halálmester 2 (Wishmaster 2: Evil Never Dies) (videofilm)
- 1998 Nagyapó meséi (Stories from My Childhood) (tévésorozat, az Alice and the Mystery of the Third Planet, a The Last Petal és a When Wishes Come True című epizódokban) (csak hang)
- 1996 2090
- 1996 Jackie Chan – Első csapás (Ging chaat goo si 4: Ji gaan daan yam mo)
- 1995 Halhatatlanok (The Immortals)
- 1994 A sors útjai (Love Affair)
- 1993 Prisoner of Time
- 1992 Three Days in August
- 1989 Vad orchideák (Wild Orchid)
- 1988 Vörös zsaru (Red Heat)
- 1988 Сказка об изумрудной принцессе
- 1987 Vuk Karadzic (tévésorozat, a Praviteljstvujusci sovjet című epizódban)
- 1985 Orkestar jedne mladosti
- 1985 Jenseits der Morgenröte (tévésorozat)
- 1985 Crvena baraka (tévéfilm)
- 1985 U zatvoru
- 1983 Оркестр
- 1983 A Gyemidovok (Демидовы)
- 1982 Срочно… Секретно… Губчека…
- 1981 Крик тишины
- 1980 Благочестивая Марта (tévéfilm)
- 1979 Летучая мышь (tévéfilm)
- 1978 Переезд (forgatókönyvíró és rendező is)
- 1978 Особых примет нет
- 1978 Кровь и пот
- 1978 Артём
- 1977 Transzszibériai expressz (Транссибирский экспресс) (O. Vidov néven szerepel a stáblistán)
- 1976 Rudin
- 1976 Легенда о Тиле
- 1975 Семья Ивановых
- 1975 Jad
- 1974 Szerelmem, Moszkva (Москва, любовь моя)
- 1972 Tecumseh
- 1972 A fej nélküli lovas (Всадник без головы)
- 1972 За всё в ответе
- 1972 Стоянка поезда — две минуты (tévéfilm)
- 1972 A szerencse urai (Джентльмены удачи)
- 1971 Могила льва
- 1970 Миссия в Кабуле
- 1970 Waterloo (Ватерлоо)
- 1969 A neretvai csata (Bitka na Neretvi)
- 1968 Uzrok smrti ne pominjati
- 1968 Ima ljubavi, nema ljubavi
- 1967 Зареченские женихи
- 1967 A vörös palást (Den røde kappe)
- 1966 Mese Szaltán cárról (Сказка о царе Салтане)
- 1964 Hóvihar (Метель)
- 1964 Обыкновенное чудо
- 1964 Mi, húszévesek (Мне двадцать лет)
- 1963 Я шагаю по Москве
- 1963 Если ты прав…
- 1961 Barátom, Kolka (Друг мой, Колька!) (nem szerepel a stáblistán)

## Külső hivatkozások
- Oleg Boriszovics Vidov a PORT.hu-n (magyarul)
- Oleg Boriszovics Vidov az Internet Movie Database-ben (angolul)